# Chavannes-le-Chêne
Chavannes-le-Chêne is een gemeente en plaats in het Zwitserse kanton Vaud, en maakt deel uit van het district Jura-Nord vaudois.
Chavannes-le-Chêne telt 243 inwoners.